# Schloss Tagmersheim

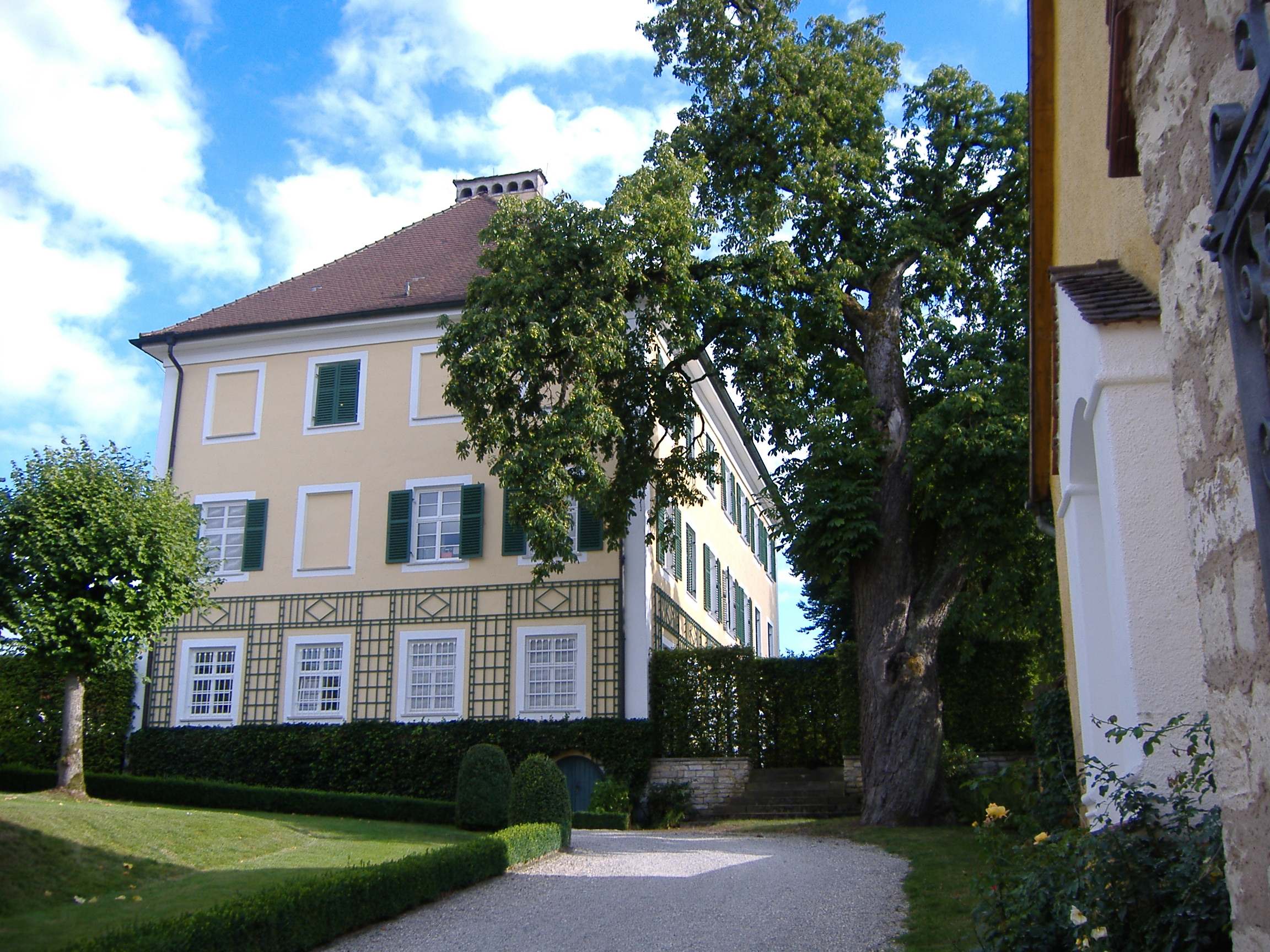
Ansicht vom Schlossportal

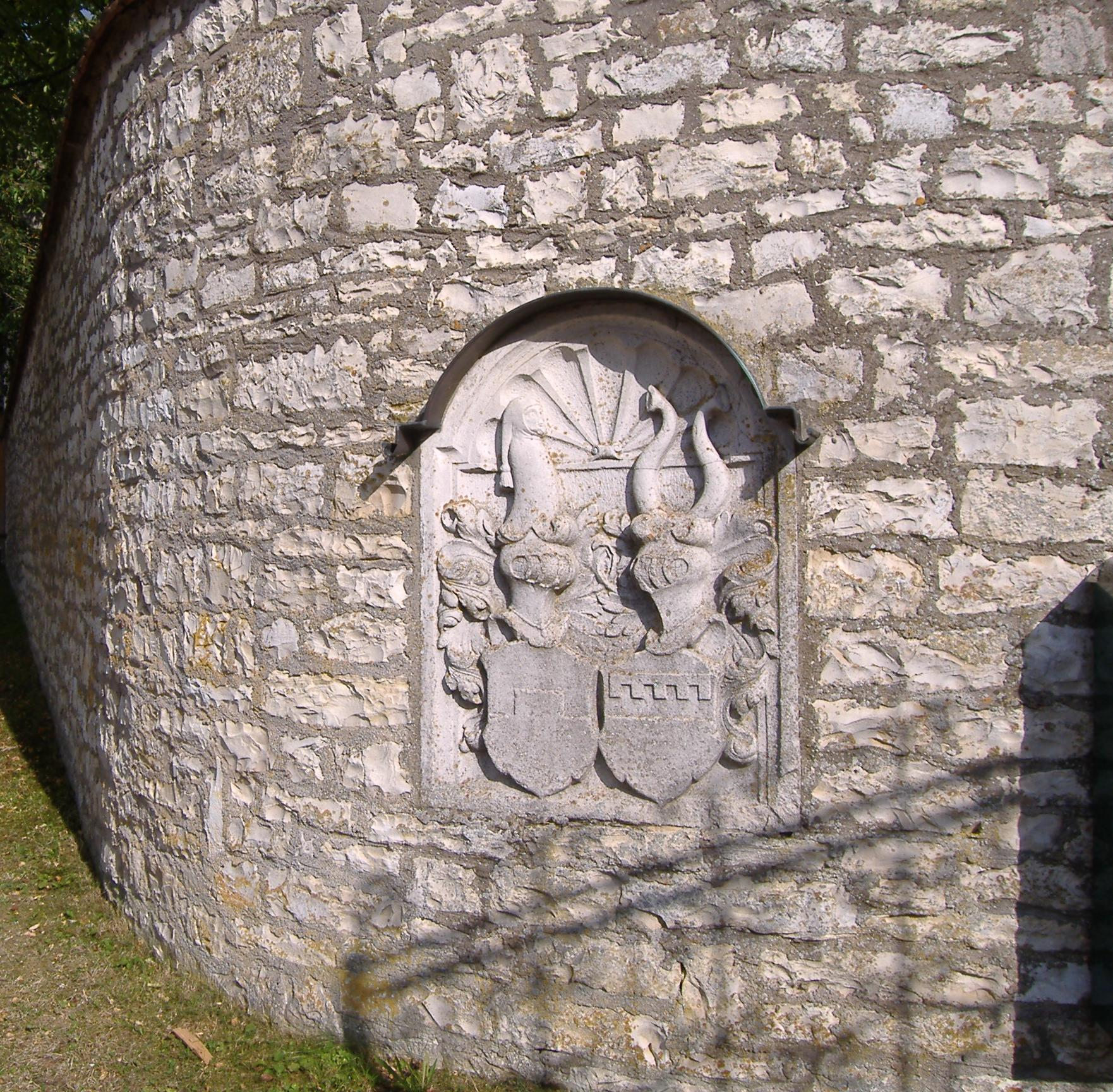
Schlossmauer mit Doppelwappen

Das Schloss Tagmersheim befindet sich in Tagmersheim, einer Gemeinde im Landkreis Donau-Ries (Bayern). Als Hofmarkschloss war es Sitz der geschlossenen Hofmark Tagmersheim.
Das denkmalgeschützte Schloss ist umgeben von mehreren, ebenfalls denkmalgeschützten Nebengebäuden. Diese Bauten prägen heute noch den Ortskern von Tagmersheim.

## Geschichte
Das Juradorf Tagmersheim scheint von Alters her ein Adelssitz gewesen zu sein, denn bereits Ende des 11. Jahrhunderts wird ein Menginher de Tagamareshemen als Zeuge in einer Urkunde des Klosters St. Emmeram genannt.
Von etwa 1300 bis 1578 erschienen als Herren von Tagmersheim die Ritter von Otting, einst Ministerialen der Grafen von Lechsgemünd-Graisbach. Das Geschlecht der Otting zu Tagmersheim starb mit Moritz Heinrich im Jahr 1578 in der männlichen Linie. In den Besitz der Herrschaft Tagmersheim kam Wolf Lorenz Wallrab von Hautzendorf. Auf Letztgenannten reicht der Ursprung des Schlosses zurück. Er ließ das Schloss im Stil der Renaissance als Verwalterwohnung erbauen. Wallrabs Töchter verkauften das Anwesen 1622/23. Es folgten im Laufe der Zeit mehrere Schlossherren (u. a. an die Adelsgeschlechter von Pestalozza und von Wohnlich). Von 1821 bis 1842 war die Familie des Augsburger Bankiers Daniel Freiherr von Wohnlich (1753–1839) Besitzer von Tagmersheim. 1842 erwarb Alois Graf Arco-Stepperg das Schloss mit Gut.
Im Jahre 1919 ging durch Erbfolge das Anwesen an die gräfliche Familie Moy des Sons über. Die Moys verkauften 2007 das Schloss an die Familie Ingo Beyer von Morgenstern, die die gesamte Schlossanlage grundlegend restaurierte. Isabel von Morgenstern führt auf dem Anwesen heute einen Polobetrieb.
Der dreigeschossige Bau mit Walmdach ist von einem 3 Hektar großen Park umgeben. Ein in Deutschland einzigartiger versunkener Garten sowie das größte Lindenplateau Bayerns mit 120 Linden sind Bestandteil des prachtvollen Parks.
Das Schloss ist der Öffentlichkeit nicht zugänglich.